# Wohnflächenberechnung
Die Wohnflächenberechnung ist die in Deutschland übliche Ermittlung von Wohnfläche als Grundlage des Mietverhältnisses bzw. zur Bemessung der Grundsteuer.

## Aufbau einer Wohnflächenberechnung
Die Wohnflächenberechnung besteht aus einem Deckblatt mit der Objektadresse und einer allgemeinen Auflistung aller Räume mit deren Wohn- und Nutzfläche. Auf der nächsten Seite befindet sich die tabellarische Aufstellung von Räumen mit Deklaration zur Wohnfläche oder Nutzfläche mit dem gesamten Rechnungsweg. Innerhalb eines Raumes können sich auch Raumteile befinden, die der Nutzfläche oder Wohnfläche zugeordnet werden, wenn die Berechnung beispielsweise nach der Wohnflächenverordnung berechnet wurde und Dachschrägen vorhanden sind. Die Grundfläche eines Raumes wird strukturiert aufgeteilt in einzelne Raumteile und die Summe der Raumteile untereinander aufgelistet. Für jeden nicht symmetrischen Raum ergeben sich mehrere Raumteile. Sind alle Raumteile eines Raumes berechnet, folgt der numerisch angeordnete nächste Raum.
In einer Wohnflächenberechnung werden alle Räume aufgelistet, auch wenn sie weder zur Wohnfläche noch zur Nutzfläche gehören. Jedoch ändert sich die Zuordnung je nach Berechnungsmethode. Zum Schluss der gesamten Auflistung wird die Summe der Wohnflächen und Nutzflächen separat addiert.

### Berechnungsmethoden der Wohnflächenberechnung
Vier Berechnungsmethoden existieren, wobei die Wohnflächenberechnung nach der Wohnflächenverordnung (WoFlV) die gängige Methode zur Berechnung der Wohnfläche ist und für Vermietung, Immobilienverkauf, Grundsteuer und Finanzierung gefordert wird. Der Aufbau oder das Aussehen der Wohnflächenberechnung ändert sich dabei nicht.
Seit dem 1. Januar 2004 ersetzt die Wohnflächenverordnung (WoFlV) die II. Berechnungsverordnung. Die Änderungen betreffen vorwiegend: Dachterrasse, Loggia oder Balkon, sowie Flächen in Dachschrägen und Kellerräumen.
1. Wohnflächenberechnung nach der Wohnflächenverordnung (WoFlV)
Die Wohnfläche nach der Wohnflächenverordnung konzentriert sich auf die tatsächlich nutzbare Wohnfläche. Verschiedene Bedingungen müssen dabei erfüllt sein, so zum Beispiel wird bei einem Balkon in der Regel 25 % der Grundfläche angerechnet und eine Loggia mit 50 %. Beheizte Wintergärten können mit einer Wohnfläche von 100 % angerechnet werden. Unbeheizte Wintergärten werden nur mit 50 % berücksichtigt.
2.  Wohnflächenberechnung nach der II. Berechnungsverordnung
3.  Wohnflächenberechnung nach DIN 283
4.  Wohnflächenberechnung nach DIN 277

#### Zusatz: Landesbauordnung
Jedes Bundesland hat bestimmte Vorgaben, die sich allerdings kaum voneinander unterscheiden. So dürfen beispielsweise in Rheinland-Pfalz im Keller die Rohbaumaße der notwendigen Fensteröffnungen ein Zehntel der Grundfläche des Raums nicht überschreiten. Gibt es keine Regelung in der Landesbauordnung, greift wieder die Wohnflächenverordnung.

### Wohnflächenberechnung für die Grundsteuererklärung
Im Steuergesetz sind die Begriffe der Wohnfläche und Nutzfläche für die Grundsteuer nicht definiert worden. Somit ergibt sich für den Bürger keine Verpflichtung, welche explizite Berechnungsmethode angewandt werden muss. Es wird allerdings auf die DIN 277 und die Wohnflächenverordnung hingewiesen. Es ergibt sich hieraus eine neue unbestimmte Berechnungsmethode, die mehrere Berechnungsmethoden vereint. Dabei werden charakteristisch typische Wohnräume nach der DIN 277 berechnet und Raumteile, die nach der Wohnflächenverordnung nicht vollumfänglich als Wohnfläche angerechnet werden, nach der Wohnflächenverordnung berechnet.

#### Abziehbare Teilflächen nach der unbestimmten Methode bei der Wohnflächenberechnung für die Grundsteuer nach DIN 277 und Wohnflächenverordnung
Bei der unbestimmten Berechnungsmethode auf Grundlage der Wohnflächenberechnung und DIN 277 für die Grundsteuererklärung können derzeit folgende Raumteile auch bei typischen Wohnräumen trotz DIN 277 ebenfalls abgezogen werden:
- Schornstein
- Säulen und Pfeiler
- Vormauerwerk
- Treppen mit über 3 Steigungen, sowie Absatz
- Türnischen
- Wand- und Fensternischen (Tiefe von weniger als 13 cm und nicht bis zum Fußboden reichend)